# Charles Chiniquy

Das von Franz Eugen Schlachter 1899 herausgegebene Buch Pater Chiniquys Erlebnisse

Pater Charles Chiniquy (* 30. Juli 1809 in Kamouraska, Kanada; † 16. Januar 1899 in Montreal) war ein Gemeindeleiter, ursprünglich römisch-katholischer Priester, später überkonfessioneller Prediger.

## Leben
Charles Chiniquy wurde als Sohn des spanischstämmigen Notars Charles Chiniquy und dessen Ehefrau Regina geb. Perrault geboren und hatte noch zwei jüngere Brüder. Seine Mutter brachte ihm ab seinem vierten Lebensjahr das Lesen und Schreiben mit einer lateinisch-französischen Bibel bei. Er war begeistert von den biblischen Geschichten und kannte viele bald auswendig. Mit neun Jahren konnte er die Leidensgeschichte nach dem Johannesevangelium auswendig aufsagen.
Im Jahr 1821 starb plötzlich Chiniquys Vater und seine Witwe kam mit ihren drei kleinen Kindern in große wirtschaftliche Not; sie kamen bei verschiedenen Verwandten unter. Der Abschied von der Mutter war für Chiniquy äußerst schmerzlich. Er studierte Theologie und wurde 1833 zum Priester geweiht. Chiniquiy war ein vorbildlicher Priester und gründete im Jahr 1851 die Kolonie St. Anna in Illinois. Er wurde ein Kämpfer für die Abstinenz ("Temperenzler"). Es kam aber immer wieder zu Auseinandersetzungen mit Amtskollegen, die sich im Jahr 1855 zuspitzten, als sich Chiniquy offen gegen Missstände in der katholischen Kirche wandte. Chiniquy wandte sich deswegen 1856 sogar an den Papst und an Napoléon III. Er hatte sich inzwischen innerlich immer mehr von der Lehre der römisch-katholischen Kirche gelöst. Sein Bischof hatte ihm bereits die Exkommunikation angedroht. Als er 1858 dann noch eine persönliche Bekehrung zu Jesus Christus erlebte, verließ er die katholische Kirche. Er wurde erneut getauft. Im selben Jahr folgte seine Gemeinde diesem Schritt.
Einige Jahre später kam es in den USA, auch im Bundesstaat Illinois, zu einer großen Missernte, und auch Chiniquys Gemeinde musste Hunger leiden. Zur gleichen Zeit veranlassten die evangelischen und evangelikalen Kirchengemeinden einen Kongress, an dem auch Chiniquy teilnahm, um für seine Kirche um Hilfe zu bitten. Die anderen Gemeinden wollten sich über Nacht beraten, ob und wie sie der ehemals katholischen Kirchengemeinde helfen könnten. Chiniquy sollte sich andererseits Gedanken machen, welcher evangelischen Kirchengemeinschaft er mit seiner Gemeinde beitreten würde. Chiniquy gab die Antwort, dass man ihm die bibeltreueste und christlichste Gemeinschaft nennen solle und er dieser dann beitreten würde. Letztlich jedoch schlossen er und seine Gemeinde sich keiner bestehenden Gemeinschaft an.
Im Jahr 1864 heiratete Chiniquy und hatte mehrere Kinder; bekannt sind vor allem seine Töchter. Die letzten vierzig Jahre seines Lebens waren von Auseinandersetzungen mit der katholischen Kirche geprägt. In dieser Zeit kam er zeitweise so sehr in finanzielle Nöte, dass er nur noch seine Bibel und seine Kleider, die er auf dem Leib trug, besaß. Auch war er, ähnlich wie sein Freund Schlachter, dem Pietismus und der Erweckungsbewegung zugetan und pflegte sehr gute Kontakte zur überkonfessionellen und in der Region stark aufkommenden Moravian Church. Aufgrund dieser Beziehungen bereiste er dann in seinen letzten Jahren auch Europa.

## Werke im deutschen Sprachraum
Chiniquys Biographie wurde bekannt, als Franz Eugen Schlachter, der Herausgeber der Schlachter Bibelübersetzung, in seiner Zeitschrift Brosamen von des Herrn Tisch die Geschichte Chiniquys veröffentlichte. Im Jahr 1899 gab er das Buch Pfarrer Chiniquy's Erlebnisse im Verlag der Expedition der Brosamen heraus. Der Autobiografie ist ein Kapitel über den Tod Chiniquys angefügt. Im Jahr 1900 folgte der zweite Band. Außerdem veröffentlichte Schlachter noch Chiniquys Schrift Der Beichtstuhl.

## Kritik
Die Lebensbeschreibung von Chiniquy wird unterschiedlich beurteilt. Vor allem die katholische Kirche sieht sie als unwahr an. Besondere Zweifel bestehen in Bezug auf die von Chiniquy behauptete enge Beziehung zu Abraham Lincoln sowie seine Darstellung der Ermordung Lincolns als eine Verschwörung von Jesuiten. Von protestantischer Seite wird der Bericht dagegen als ernstzunehmender Lebensbericht eines Priesters gewertet. 

## Werke
- 50 Years in The Church of Rome, 1885, (Neuauflage als Doppelband unter dem Titel Pater Chiniquy's Erlebnisse, 50 Jahre in der Kirche Roms, 40 Jahre in der Kirche Christi. 17. Auflage, Christliche Buchhandlung, E. Juncker, Baden/Schweiz, ISBN 3-85614-000-X)
- Pater Chiniquys Erlebnisse – nach dessen eigenen Mitteilungen zusammengestellt und übersetzt von F. Schlachter, Expedition der Brosamen, Biel 1899
- Pastor Chiniquy – Nachtrag zu Pater Chiniquys Erlebnisse von F. Schlachter, Expedition der "Brosamen", Biel 1900
- Der Priester, das Weib und der Beichtstuhl von Pater Chiniquy, Biel 1901
- Richard Lougheed, “Le Luther de Canada: La conversion de Charles Chiniquy comme modèle évangélique,” La Revue Farel 3 (2008): 23–37.
- Richard Lougheed, The Controversial Conversion of Charles Chiniquy, Texts and Studies in Protestant History and Thought in Quebec, Vol. 1, Toronto: Clements Academic, 2009, 366pp.